# Гойя (премия, 2015)
XXIX церемония вручения премии «Гойя» состоялась 7 февраля 2015 года. Ведущий — Дани Ровира.

## Номинации
Номинанты были объявлены 7 января 2015 года

### Главные премии
| Лучший фильм | Лучший режиссёр |
| --- | --- |
| - Миниатюрный остров / La isla mínima - Эль-Ниньо / El Niño - Цветы / Loreak - Дикие истории / Relatos Salvajes - Волшебная девочка / Magical Girl                                                                                              | - Альберто Родригес — Миниатюрный остров / La isla mínima - Даниэль Монсон — Эль-Ниньо / El Niño - Карлос Вермут — Волшебная девочка / Magical Girl - Дамиан Шифрон — Дикие истории / Relatos Salvajes                                                                     |
| Лучший актёр | Лучшая актриса |
| - Хавьер Гутьеррес — Миниатюрный остров / La isla mínima - Рауль Аревало — Миниатюрный остров / La isla mínima - Рикардо Дарин — Дикие истории / Relatos Salvajes - Луис Бермехо — Волшебная девочка / Magical Girl                             | - Барбара Ленни — Волшебная девочка / Magical Girl - Мария Леон — Марселла / Marsella - Макарена Гомес — Гнездо землеройки / Musarañas - Елена Анайя — Все мертвы / Todos están muertos                                                                                    |
| Лучший актёр второго плана | Лучшая актриса второго плана |
| - Карра Элехальде — Восемь баскских фамилий / Ocho apellidos vascos - Эдуардо Фернандес — Эль-Ниньо / El Niño - Антонио де ла Торре — Миниатюрный остров / La isla mínima - Хосе Сакристан — Волшебная девочка / Magical Girl                   | - Кармен Мачи — Восемь баскских фамилий / Ocho apellidos vascos - Барбара Ленни — Эль-Ниньо / El Niño - Мерседес Леон — Миниатюрный остров / La isla mínima - Гойя Толедо — Марселла / Marsella                                                                            |
| Лучший мужской актёрский дебют | Лучший женский актёрский дебют |
| - Дани Ровира — Восемь баскских фамилий / Ocho apellidos vascos - Давид Вердагер — 10 000 км / 10,000 km - Хесус Кастро — Эль-Ниньо / El Niño - Исраэль Элехальде — Волшебная девочка / Magical Girl                                            | - Нереа Баррос — Миниатюрный остров / La isla mínima - Наталия Тена — 10 000 км / 10,000 km - Иоланда Рамос — Кармина и аминь / Carmina y amén - Ингрид Гарсия Йонсон — Прекрасная молодость / Hermosa juventud                                                            |
| Лучший оригинальный сценарий | Лучший адаптированный сценарий |
| - Миниатюрный остров — Альберто Родригес и Рафаэль Кобос / La isla mínima - Эль-Ниньо — Даниэль Монсон и Хорхе Геррикаэчеваррия / El Niño - Волшебная девочка — Карлос Вермут / Magical Girl - Дикие истории — Дамиан Шифрон / Relatos Salvajes | - Мортадело и Филимон — Хавьер Фессер / Mortadelo and Filemon: Mission Implausible - A Esmorga — Игнасио Вилар / A Esmorga - Полночь в Индии — Пабло Бургес, Давид Планель, Чема Родригес / Anochece en la India - Rastres de sàndal — Anna Soler-Pont / Rastres de sàndal |
| Лучший иностранный фильм на испанском языке | Лучший европейский фильм |
| - Дикие истории / Relatos Salvajes • Аргентина, Испания - Самое длинное расстояние / La distancia más larga • Венесуэла, Испания - Поведение / Conducta • Куба - Мистер Каплан / Mr. Kaplan • Уругвай                                           | - Ида / Ida • Дания, Польша - Соль земли / The Salt of the Earth • Франция, Бразилия - Столетний старик, который вылез в окно и исчез / Hundraåringen som klev ut genom fönstret och försvann • Швеция - Безумная свадьба / Qu’est-ce qu’on a fait au Bon Dieu? • Франция  |
| Лучший режиссёрский дебют | Лучший мультипликационный фильм |
| - Карлос Маркус-Марсет — 10 000 км / 10,000 km - Хуан Фернандо Андрес и Эстебан Роэль — Гнездо землеройки / Musarañas - Курро Санчес Варела — Paco de Lucía: La Búsqueda - Беатрис Санчис — Все мертвы / Todos están muertos                    | - Мортадело и Филимон / Mortadelo and Filemon: Mission Implausible - Dixie y La Rebelión Zombie - Любимчики в поисках радуги / La Tropa de Trapo en la selva del arcoiris                                                                                                  |

### Другие номинанты
| Лучшая операторская работа | Лучший монтаж |
| --- | --- |
| - Миниатюрный остров — Алекс Каталан / La isla mínima - Страховщик — Алехандро Мартинес / Autómata - Восемь баскских фамилий — Кало Берриди / Ocho apellidos vascos - Эль-Ниньо — Карлес Гуси / El Niño | - Миниатюрный остров — Хосе М. Х. Мойано / La isla mínima - Эль-Ниньо — Мапа Пастор / El Niño - Paco de Lucía: La Búsqueda — Хосе М. Х. Мойано и Дарио Гарсия - Дикие истории — Пабло Барбиери и Дамиан Шифрон / Relatos Salvajes |
| Лучшая работа художника | Лучший продюсер |
| - Миниатюрный остров — Пепе Домингес / La isla mínima - Страховщик — Патрик Сальвадор / Autómata - Эль-Ниньо — Антон Лагуна / El Niño - Мортадело и Филимон — Виктор Мониготе / Mortadelo and Filemon: Mission Implausible                                                                                               | - Эль-Ниньо — Эдмон Рох и Тони Новелла / El Niño - Миниатюрный остров — Мануэла Окон / La isla mínima - Дикие истории — Эстер Гарсия Аморос / Relatos Salvajes - Мортадело и Филимон — Луис Фернандес Лаго и Хулиан Ларраури / Mortadelo and Filemon: Mission Implausible |
| Лучший звук | Лучшие спецэффекты |
| - Эль-Ниньо — Серхио Бурманн, Марк Ортс и Ориоль Тарраго / El Niño - Страховщик — Габриель Гутьеррес / Autómata - Миниатюрный остров — Даниель де Сайяс, Начо Ройо-Вильянова и Пелайо Гутьеррес / La isla mínima - Мортадело и Филимон — Николас де Пульпике и Хамес Муньос / Mortadelo and Filemon: Mission Implausible | - Эль-Ниньо — Рауль Романильос и Гильермо Орбе / El Niño - Миниатюрный остров — Педро Морено и Хуан Вентура / La isla mínima - Торренте 5 — Антонио Молина и Ферран Пикер / Torrente 5: Operación Eurovegas - Открытые окна — Рауль Романильос и Давид Эрас / Open Windows |
| Лучшие костюмы | Лучший грим |
| - Миниатюрный остров — Фернандо Гарсия / La isla mínima - Страховщик — Армавени Стоянова / Autómata - Эль-Ниньо — Татьяна Эрнандес / El Niño - Por un Puñado de Besos — Кристина Родригес / Por un Puñado de Besos | - Гнездо землеройки — Кармен Веинат, Хосе Quetglas / Musarañas - Эль-Ниньо — Ракель Фидальго Давид Марти и Ное Монтес / El Niño - Миниатюрный остров — Иоланда Пинья / La isla mínima - Дикие истории — Мариса Амента и Нестор Бурхос / Relatos Salvajes |
| Лучшая музыка | Лучшая песня |
| - Миниатюрный остров — Хулио де ла Роса / La isla mínima - Эль-Ниньо — Роке Баньос / El Niño - Цветы — Паскаль Ганье / Loreak - Дикие истории — Густаво Сантаолалья / Relatos Salvajes | - «Niño Sin Miedo» — Индиа Мартинес, Рики Ривера и Давид Сантистебан — Эль-Ниньо / El Niño - «Me Ducho en tus Besos» — Фернандо Меринеро, Луис Иварс и Рауль Марин — Haz de tu Vida una Obra de Arte - «No Te Marches Jamás» — Фернандо Веласкес — Восемь баскских фамилий / Ocho apellidos vascos - «Morta y File» — Рафаэль Арнау — Mortadelo and Filemon: Mission Implausible |
| Лучший короткометражный фильм | Лучший короткометражный мультипликационный фильм |
| - Café Para Llevar - Loco con Ballesta - Trato Preferente - Safan - Todo un Futuro Juntos | - Juan y la Nube - A Life Story - El Señor del Abrigo Interminable - Sangre de Unicornio - A Lonely Sun Story |
| Лучший документальный фильм | Лучший короткометражный документальный фильм |
| - Paco de Lucía: La Búsqueda - Nacido en Gaza - Edificio España - El Último Adiós a Bette Davis | - Walls (Si Estas Paredes Hablasen) - El Domador de Peixos - El Último Abrazo - La Máquina de los Rusos |

## Премия «Гойя» за заслуги
- Антонио Бандерас